# Criminal Squad
Criminal Squad (Originaltitel: Den of Thieves) ist ein US-amerikanischer Actionfilm von Christian Gudegast, der am 19. Januar 2018 in die US-amerikanischen und am 1. Februar 2018 in die deutschen Kinos kam.

## Handlung
In Los Angeles versuchen Ray Merrimen und seine Crew einen Geldtransporter zu stehlen, dessen Besatzung sich gerade mit Frühstück versorgt. Als einer der Wachmänner aus Versehen seinen Kaffee fallen lässt, kommt es zu einer Schießerei, bei der die Wachmänner getötet werden. Die alarmierte Polizei kann im folgenden Schusswechsel abgewehrt werden, bei dem einer von Merrimens Männern und Polizisten getötet werden, und die Gangster können mit dem Geldtransporter entkommen.
Detective Nick „Big Nick“ O’Brien von der Abteilung Major Crimes („Schwerverbrechen“) des Los Angeles County Sheriff’s Department (LASD) nimmt mit seinem Team die Ermittlungen in diesem Fall auf. Rätselhaft ist, warum ausgerechnet ein leerer Geldtransporter mit so großem Aufwand gestohlen wurde. Als mögliche Täter kommen der einschlägig vorbestrafte Ray Merrimen und seine Bande in Frage. Nach Auswertung der Überwachungskameras wird der ortsansässige Barmann Donnie als einer der Täter identifiziert. Nick lauert ihm auf, tasert und entführt ihn, um ihn auf brutale Weise mit seinen Leuten einzuschüchtern und zu verhören. Unter Druck gibt Donnie nach und erzählt in Rückblenden, wie er sich Merrimens Crew angeschlossen hat, dort aber nur als Fahrer eingesetzt und nie in die Pläne der Bande eingeweiht wird. Nick lässt Donnie anschließend gehen und weiter observieren.
Der Zuschauer erfährt allerdings, dass Merrimen plant, die Zweigstelle der Federal Reserve Bank in Los Angeles auszurauben. Hierbei sollen Banknoten im Wert von 30 Millionen US-Dollar, die wegen ihres schlechten Zustands ausgemustert und vernichtet werden sollen, gestohlen werden. Donnie, der Merrimen von Nicks Verhör nichts erzählt hat, wird als Lieferbote bei einem chinesischen Imbiss auf der gegenüberliegenden Straßenseite der Bank eingestellt und liefert Mittagessen dorthin aus. Als Vorbereitung auf den bevorstehenden Raub versteckt Donnie auf der Toilette im Lüftungsschacht eine Essenslieferung.
Als Merrimen und seine Crew beim Abendessen in einem Restaurant sitzen, betreten Nick und sein Team das Lokal. Nick gibt sich als Bekannter Donnies aus und provoziert Merrimen. Merrimen wird misstrauisch und beschuldigt Donnie auf dem Heimweg für die Polizei zu arbeiten. Er bedroht Donnie mit seiner Waffe, bis dieser schließlich gesteht, dass Nick auf ihn zugekommen sei, er ihm aber nichts verraten hat. Merrimen glaubt ihm und lässt ihn am Leben. Donnie soll Nick die Info zutragen, dass am Freitag ein Raubüberfall an einem ihm unbekannten Tatort stattfinden soll.
Am Tag des Überfalls fahren Merrimen und seine Männer zu einer kleinen Bank. Auf dem Parkplatz halten sich Nick und sein Team bereit, um einzugreifen, sobald sich die Gangster straffällig gemacht haben. Die sonst sehr professionell agierende Crew nimmt Geiseln, lässt sich den Tresor vom Filialleiter öffnen und räumt diesen aus. Zudem rufen sie die Polizei an und stellen verschiedene Forderungen. Nach dem Telefonat mit einem Vermittler der Polizei lässt Merrimen eine der Geiseln hinrichten, weil man auf die Forderungen nicht eingegangen ist. Plötzlich erschüttert eine Explosion die Bank, Fenster bersten und Nick stürmt, gefolgt von seinen Leuten, in die Bank. Sie stellen fest, dass die vermeintlich erschossene Geisel noch lebt und die Gangster ein Loch in den Boden des Tresorraums gesprengt haben, über das sie anschließend durch die Kanalisation geflohen sind.
Mit einem fingierten Anruf in der Federal Reserve Bank kündigt Mack eine Geldscheinlieferung der zuvor ausgeraubten Bank an. Den als Wachmänner verkleideten Merrimen und Levoux gelingt es mithilfe des gestohlenen Geldtransporters und gefälschter Papiere, an den strengen Sicherheitsvorkehrungen der Federal Reserve Police vorbei in die Bank zu gelangen. Kurz bevor die Geldcontainer im Zählraum durch das Bankpersonal geprüft werden können, sorgt Bosco für einen Stromausfall, der die Evakuierung des Zählraums zur Folge hat. Donnie, der sich in einem der Container versteckt hat, erzeugt zusätzlich einen EMP, der die Überwachungskameras stört. Donnie steigt aus dem Container und wirft die noch nicht vernichteten Banknoten, deren Seriennummern bereits aus dem System gelöscht sind, säckeweise durch einen Müllschacht, wo sie von einem Müllfahrzeug abgeholt werden. Kurz bevor der Stromausfall behoben ist, entkommt Donnie über einen Lüftungsschacht aus dem Zählraum und verlässt über die Toilette, getarnt als Lieferbote, unbehelligt die Bank. Auch Merrimen und Levoux können ohne Probleme die Bank im Geldtransporter verlassen.
In der Zwischenzeit haben sich Nick und seine Leute auf den Weg zur Federal Reserve Bank gemacht. Donnie wird auf dem Weg zu Mack von Nick entdeckt und ins Auto gezerrt. Unter Schlägen verrät er ihnen den Treffpunkt der Crew. Mack beobachtet die Szene und informiert Merrimen, dass sie aufgeflogen sind. Merrimen, Levoux und Bosco haben zwischenzeitlich das Müllfahrzeug aus der Bank abgefangen und verladen die Geldsäcke in ein anderes Auto.
Auf ihrer Flucht bleiben die Gangster jedoch in einem Stau stecken. Ebenfalls im Stau, in Sichtweite hinter ihnen, entdecken sie Nick und seine Männer. Nicks Team fesselt Donnie mit Handschellen im Fahrzeug und beschließt den Zugriff. Bei der folgenden Schießerei werden einer von Nicks Männern sowie Bosco und Levoux erschossen. Nick verfolgt Merrimen, der über einen Zaun flüchtet und schwer verwundet ist. Nachdem Merrimen keine Munition mehr hat, will Nick ihn stellen. Als Merrimen mit der leeren Waffe auf ihn zielt, wird er von Nick erschossen (Suicide by cop). Beim Durchsuchen des Fluchtautos finden Nick und seine Leute jedoch nur bereits vernichtete, wertlose Banknoten. Bei der Rückkehr zu ihrem Auto bemerken sie, dass Donnie entkommen ist.
Nick sucht die Bar auf, in der Donnie arbeitet. Der Chef sagt ihm allerdings, dass Donnie bereits vor zwei Tagen gekündigt hat. Nick bestellt sich ein Bier und bemerkt in der Bar alte Fotos von Donnie und Mitgliedern der Merrimen-Bande aus ihrer Schulzeit – der Beweis, dass Donnie diese schon länger kannte. In Rückblenden wird gezeigt, dass Donnie der eigentliche Planer des Bankraubs war und Merrimen angeworben hat. Ebenso hatte Donnie geplant, die Müllsäcke mit den Banknoten von einem anderen Müllfahrzeug abholen zu lassen, und ließ Merrimen den falschen Wagen abfangen. An die Informationen der Federal Reserve Bank kam Donnie über die Gäste in der Bar, welche hauptsächlich bei der Polizei und der Bank arbeiteten. Nick wird klar, dass Donnie Merrimen und seine Crew benutzt hat, und verlässt lachend die Bar.
In den letzten Szenen sieht man, wie Donnie in einer Londoner Bar arbeitet und Mack und andere Komplizen Donnies an einem Tisch sitzen. In einer weiteren Rückblende wird gezeigt, wie Donnie die Beute aus dem Raub in Autoreifen verpackt nach Panama-Stadt verschickt. Als ein Mann im Anzug ein Bier bestellt, fragt ihn Donnie, ob er an der Diamantenbörse auf der anderen Straßenseite arbeitet. Der Mann bejaht die Frage, Donnie lächelt ihn an und sagt ihm, dass das Bier aufs Haus geht.

## Produktion
Regie führte Christian Gudegast, der gemeinsam mit Paul Scheuring auch das Drehbuch zum Film schrieb. Gudegast, der sonst als Drehbuchautor arbeitet, gab hiermit sein Regiedebüt. Er ist der Sohn des amerikanischen US-Fernsehstars Eric Braeden.
Die Dreharbeiten fanden in Atlanta statt.
Der Film feierte am 15. Januar 2018 in Los Angeles seine Premiere und kam am 19. Januar 2018 in die US-amerikanischen und am 1. Februar 2018 in die deutschen Kinos.
Der Film existiert in drei Schnittfassungen. Die deutsche Kinofassung ist rund 16 Minuten kürzer als die US-Version. Außerdem wurde ein 148 Minuten langer Unrated Cut produziert.

## Rezeption

### Altersfreigabe
In den USA erhielt der Film von der MPAA ein R-Rating, was einer Freigabe ab 17 Jahren entspricht. In Deutschland ist der Film FSK 16. In der Freigabebegründung heißt es: „Die geradlinige Geschichte ist mit typischen Elementen des Gangsterfilms, aber auch des Western erzählt und weist ambivalente Charaktere auf. Die Action- und Gewaltszenen sowie die anhaltende Spannung und bisweilen vulgäre Sprache können Kinder und Jugendliche unter 16 Jahren überfordern. Da die Inszenierung jedoch auf allzu explizite Darstellungen der Gewalt verzichtet und immer wieder Überzeichnungen und eine Portion Ironie die Distanzierung erleichtern, sind 16-Jährige in der Lage, mit den Aspekten umzugehen.“

### Kritiken
Martin Schwickert von epd Film meint, im Film regiere das Testosteron und dabei übertreten die Hahnenkämpfe der aufgeplusterten Kerle immer wieder die Grenze zur unfreiwilligen Karikatur: „Gesprochen wird meist mit zusammengebissenen Zähnen oder aufgerissenem Raubtiergebiss. Wenn überhaupt. Oft ergehen sich die Alphatiere in minutenlangen Blickduellen oder ballern im Schießstand um die Wette, bevor sie wieder vielsagend schweigend auseinandergehen.“ Auf 140 Kinominuten zerdehne Christian Gudegast sein bleigesättigtes Machogeplänkel, das vor Breitbeinigkeit kaum noch laufen könne, so Schwickert weiter, und der einzige Satz, der während der ganzen Laufzeit von einer Frau eingesprochen wird, laute dann auch passenderweise: „Ich habe getan, was du von mir verlangt hast.“
Der Filmdienst kritisierte, Gudegasts Film wisse „aus dem Stoff keine Spannung zu erzielen“. Dabei fehle es ihm nicht an Originalität, doch die Inszenierung sei „weniger als das Echo eines Echos“, sie bestünde lediglich aus „hilflose[m] Bandsalat“. Die Darsteller würden ihre klischeehaften Rollen „gelangweilt“ herunterspielen, ergingen sich in „belanglosen Dialogen“ und wirkten, als spürten sie „den Zeigefinger ihrer eigenen Mutter“. Auch würde sich eine Art von Berührungsangst durch den Film ziehen, so liefen die Erzählstränge „ohne Berührungspunkte“ aneinander vorbei und die Gewalt bleibe „ein Abstraktum“. Somit sei Criminal Squad „Genrekino, das den Qualitäten des Genres nicht“ traue.

### Einspielergebnis
Der Film nahm am ersten Wochenende 15,5 Millionen US-Dollar ein, bei Gesamtausgaben von 30 Millionen US-Dollar. Die weltweiten Einnahmen des Films aus Kinovorführungen belaufen sich auf 80,5 Millionen US-Dollar. In Deutschland verzeichnet der Film 253.094 Besucher.

## Fortsetzung
Am 13. Februar 2018 wurde bekannt, dass eine Fortsetzung zum Film geplant ist. Mit an Bord sind wieder Darsteller Gerard Butler und Regisseur Christian Gudegast. Im Frühjahr 2022 verkündete Butler, dass die Dreharbeiten begonnen hatten. Criminal Squad 2 (Originaltitel: Den of Thieves 2: Pantera) wurde am 10. Januar 2025 in den Vereinigten Staaten und am 16. Januar 2025 in Deutschland veröffentlicht.

## Synchronisation
Die deutsche Synchronisation entstand nach einem Dialogbuch und der Dialogregie von Robin Kahnmeyer im Auftrag der TaunusFilm Synchron GmbH, Berlin.
| Darsteller               | Synchronsprecher   | Rolle                              |
| ------------------------ | ------------------ | ---------------------------------- |
| Gerard Butler            | Tobias Kluckert    | Detective Nick „Big Nick“ O’Brien  |
| Maurice Compte           | Martin Kautz       | Detective Benny „Borracho“ Magalon |
| Pablo Schreiber          | Tommy Morgenstern  | Ray Merrimen                       |
| Evan Jones               | Michael Deffert    | Bo „Bosco“ Ostroman                |
| Dawn Olivieri            | Bianca Krahl       | Debbie                             |
| O’Shea Jackson Jr.       | Jan-David Rönfeldt | Donnie Wilson                      |
| Mo McRae                 | Björn Schalla      | Gus Henderson                      |
| Curtis '50 Cent' Jackson | Dennis Schmidt-Foß | Enson „Levi“ Levoux                |
| Jordan Bridges           | Olaf Reichmann     | „Lobbin' Bob“ Golightly            |
| Malieek Straughter       | Gerald Schaale     | Luigi                              |
| Cooper Andrews           | Tobias Müller      | Mack                               |
| Sonya Balmores           | Isabelle Schmidt   | Malia                              |
| Marcus LaVoi             | Sven Brieger       | Marcus Rhodes                      |
| Brian Van Holt           | Peter Flechtner    | Detective Murph Connors            |